# Didelotia ledermannii
Didelotia ledermannii är en ärtväxtart som beskrevs av Hermann August Theodor Harms. Didelotia ledermannii ingår i släktet Didelotia och familjen ärtväxter. Inga underarter finns listade i Catalogue of Life.